# Klischtschynzi
Klischtschynzi (ukrainisch Кліщинці; russisch Клещинцы Kleschtschinzy) ist ein Dorf in der ukrainischen Oblast Tscherkassy mit etwa 1300 Einwohnern (2006).
Klischtschynzi liegt im Rajon Solotonoscha auf einer Halbinsel, die von der Mündung der Sula in den zum Krementschuker Stausee angestauten Dnepr gebildet wird. Das ehemalige Rajonzentrum Tschornobaj liegt 44 km nordwestlich des Dorfs, die Oblasthauptstadt Tscherkassy ist nach 82 km über eine Straßenverbindung in westlicher Richtung erreichbar. Nördlich der Ortschaft verläuft die Fernstraße N 08.
Am 12. Juni 2020 wurde das Dorf ein Teil der Landgemeinde Irklijiw, bis dahin bildete es die gleichnamige Landratsgemeinde Klischtschynzi (Кліщинська сільська рада/Klischtschinska silska rada) im Südosten des Rajons Tschornobaj.
Am 17. Juli 2020 kam es im Zuge einer großen Rajonsreform zum Anschluss des Rajonsgebietes an den Rajon Solotonoscha.

## Persönlichkeiten
Im Dorf kam am 14. Dezember 1840 der ukrainische Kulturaktivist, Schriftsteller, Dichter und Dramatiker Mychajlo Staryzkyj zur Welt. 